# Anastomosis en Y de Roux
En cirugía general, una anastomosis de Roux-en-Y, o Y de Roux es una unión término-lateral del tracto digestivo utilizada para reconstruir el tracto gastrointestinal.  Típicamente es entre estómago e intestino delgado ubicado en posición distal (o más abajo del tracto gastrointestinal) .

## Visión general
El nombre deriva del cirujano que primero describió el procedimiento, (César Roux) Diagramáticamente, la anastomosis Roux-en-Y se parece un poco a la letra Y.
Típicamente, los dos segmentos superiores de la Y representan (1) el segmento proximal de estómago y (2) el asa ciega de intestino delgado que ha sido seccionada. La parte más baja de la Y está formada por la continuación distal del intestino delgado distal a la anastomosis.
La Y de Roux es utilizada en numerosas operaciones y en conjunto se denominan operaciones de Roux.
Al describir la cirugía, el asa de Roux eferente o anterógrada es aquella que sirve como receptor primario del alimento después de la cirugía, en tanto que el asa aferente, la que recibe las secreciones biliopancreáticas y duodenales, que viajan a través del intestino delgado excluido en dirección a la anastomosis distal en el yeyuno medio colaborando en la digestión. La anatomía alterada puede contribuir a la indigestión que sigue cirugía.

## Operaciones que utilizan la Roux-en-Y
- Algunos bypasses gástrico para obesidad.
- Operaciones fallidas de Fundoplicatura Nissen.
- Roux-en-Y en la reconstrucción que sigue a la gastrectomía parcial o completa por cáncer de estómago.[3]
- Hepaticoyeyunostomía en Y de Roux utilizada en caso de 
  - Un tumor de la vía biliar común o del conducto hepático  (p. ej. la resección de un colangiocarcinoma)[4]
  - Una lesión de la vía biliar (p. ej. colecistectomía, iatrogénica, trauma)
  - Una inflamación o infección (p. ej. pseudoquiste pancreático)
  - Atresia biliar.
- Coledocoyeyunostomía en Y de Roux.  Las indicaciones son las mismas de la hepaticoyeyunostomía.
- Roux-en-Y en trasplante de páncreas[5]
- Roux-en-Y en reconstrucción de páncreas después de trauma abdominal romo.[6]
- Hepaticoyeyunostomía o coledocoyeyunostomía en Y de Roux con gastroyeyunostomía como paliación para cáncer de cabeza pancreática irresecable.[7]

1. 1 2 3  Roux operation. whonamedit.com. http://www.whonamedit.com/synd.cfm/3724.html. Accessed on: February 7, 2008.
2. ↑  Björklund, P; Laurenius, A; Een, E; Olbers, T; Lönroth, H; Fändriks, L (2010). «Is the Roux limb a determinant for meal size after gastric bypass surgery?». Obesity Surgery 20 (10): 1408-14. PMC 2941084. PMID 20517654. doi:10.1007/s11695-010-0192-1.
3. ↑  Surgery to remove stomach cancer. cancerhelp.org.uk. URL: http://www.cancerhelp.org.uk/help/default.asp?page=3917. Accessed on: February 7, 2008.
4. ↑  Lawrence PF. Essentials of general surgery. 3rd Ed. Lippincott Williams & Wilkins. 2000. ISBN 0-683-30133-0.
5. ↑  «A novel technique of portal-endocrine and gastric-exocrine drainage in pancreatic transplantation». Journal of the American College of Surgeons 212 (4): 730-8; discussion 738-9. April 2011. PMID 21463823. doi:10.1016/j.jamcollsurg.2010.12.045.
6. ↑  Segura-Sampedro, JJ; Jiménez-Rodríguez, RM; Martos-Martínez, JM; Padillo-Ruiz, FJ (December 2012). «[Pancreatic rupture and Roux-en-Y reconstruction after abdominal trauma].». Cirugia Española 90 (10): e39. PMID 22257412. doi:10.1016/j.ciresp.2011.07.018.
7. ↑  van Wagensveld, B. A.; Coene, P. P. L. O.; van Gulik, T. M.; Rauws, E. A. J.; Obertop, H.; Gouma, D. J. (October 1997). «Outcome of palliative biliary and gastric bypass surgery for pancreatic head carcinoma in 126 patients». British Journal of Surgery 84 (10): 1402-1406. PMID 9361599. doi:10.1111/j.1365-2168.1997.02799.x.

- Datos: Q3935150